# Авва
А́вва (а́ба, от сир. ܐܒܐ; иуд.-арам. אבא; греч. ἀββᾶ) — арамейско-сирийское слово, обозначающее «отец», однокоренное с ивр. אב‎ (ав), араб. أب‎ (абу́), амхарским አባት (аба́т) с тем же значением.

## Новый Завет
Слово авва трижды употреблено в Новом Завете, в том числе один раз Иисусом Христом при молении о чаше:

Авва Отче! всё возможно Тебе; пронеси чашу сию мимо Меня; но не чего Я хочу, а чего Ты.
— Мк. 14:36
Здесь авва служит обращением, выражающим высшую форму доверия, искренней любви, сыновней покорности, а также дружеского расположения. Этим словом Иисус Христос, а вслед за ним апостол Павел (Рим. 8:15; Гал. 4:6) обращались к Отцу Небесному.
Магистр богословия Григорий Дьяченко отметил, что особую силу фразе апостола Павла (Рим. 8:15) придаёт то, что рабам и невольникам не дозволяли обращаться словом авва к главе семейства. Такие богословы как Иоанн Златоуст, Феодор Мопсуестийский, Феодорит Кирский, жившие на территориях, где обращение авва сохраняли в быту, отмечают в своих комментариях на Рим. 8:15, что христианин обращается к Богу как ребёнок к отцу.

## Христианство
Впервые как форма уважительного обращения к монашествующим слово авва встречается в трудах Ефрема Сирина.
Авва — древнее наименование настоятеля православного монастыря (игумена, архимандрита), получившее распространение с IV века. В настоящее время особенно распространено на Западе в латинской транскрипции аббат — титул настоятеля католического монастыря, который носили и немонашествующие духовные лица. Может также быть применён для называния старших монахов, а иногда и вообще любого монаха. Авва — церковно-литературное наименование старцев-подвижников.
В Сирийской, Коптской, Эфиопской церквях словом в форме абуна («наш отец») обращаются к священникам, монахам и архиереям. Во Франции авва — титул любого католического священника.